# Caloura

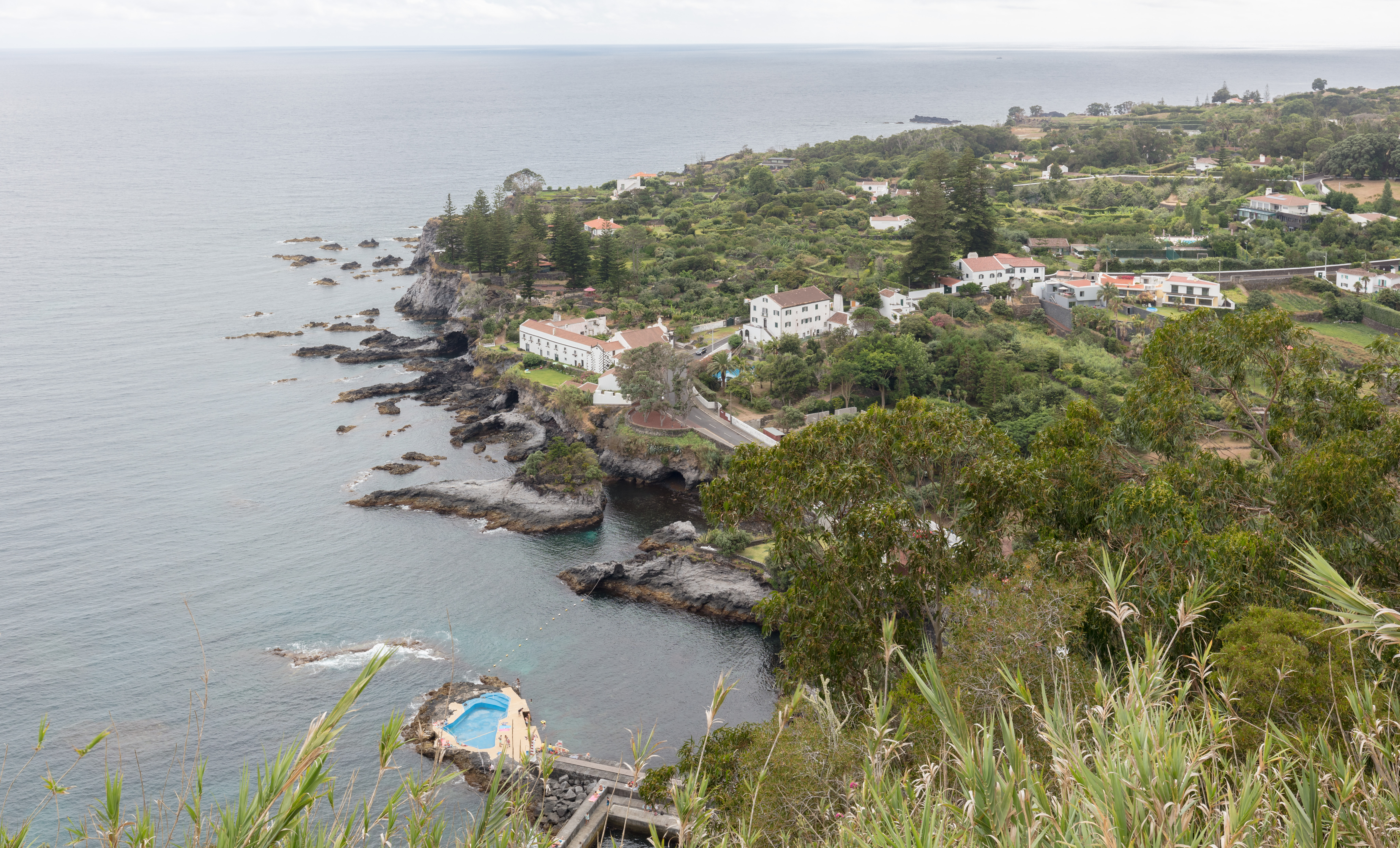
Caloura vista do Miradouro do Pisão.

A Caloura é uma aldeia açoriana localizada em Vale de Cabaços, pertencente a Água de Pau, concelho da Lagoa, ilha de São Miguel, arquipélago dos Açores. 
Nesta localidade encontra-se um dos mais antigos conventos da ilha de São Miguel, o Convento da Caloura que se encontra classificado como Imóvel de Interesse Público pelo Governo Regional dos Açores.
É também na Caloura que para defesa da orla costeira foi edificada a Bateria de Nossa Senhora da Conceição de Caloura.
É terra de produção de vinho com particular predominância para o vinho de cheiro.

## Cultura
- Centro Cultural da Caloura - surgiu a partir da colecção privada do pintor Tomaz Borba Vieira, que durante anos reuniu um acervo de obras de arte, maioritariamente de artistas que são referências incontornáveis na história da arte portuguesa do século XX, sendo também dada grande importância à presença de obras de artistas açorianos. Este espaço museológico foi construído na fajã da Caloura, tendo aberto ao público a 4 de junho de 2005. [1]